# Putere (matematică)
Puterea de exponent n a unui număr a, notată an, este o operație între aceste numere, numite bază, respectiv exponent. În vorbire an se pronunță "a la puterea n", sau, pe scurt,  "a la n", 
Dacă n este un număr natural, atunci ridicarea la putere poate fi definită ca o înmulțire repetată:
{\displaystyle a^{n}=\underbrace {a\times \cdots \times a} _{n},}.
Exponentul poate fi mai mic ca zero, poate fi număr neîntreg sau chiar complex. Mulțimea de numere în care ia valori exponentul poate fi extinsă. Astfel puterea cu exponent întreg negativ a unui număr natural sau întreg pozitiv dă un număr fracționar sau rațional pozitiv, iar exponentul rațional aplicat unei baze naturale produce un număr irațional algebric sau radical din baza număr natural. Exponentul unei puteri a unui număr pozitiv este redat prin funcția logaritm.
În jargonul matematicienilor „pătratul” unui număr este puterea a 2-a a acelui număr, iar „cubul” este puterea a 3-a a numărului respectiv.

## Operații cu puteri

### Adunarea
În cazul adunării puterilor, puterile trebuie întâi calculate. Dacă avem, de exemplu: 23+32 trebuie întâi să calculăm cât e 2 la a treia și cât e trei la puterea a doua ulterior vom aduna rezultatele. În acest caz vom avea 8+9=17. 

### Scăderea
La scădere (la fel ca la adunare) trebuie întâi calculată ridicarea la putere. De îndată calculată ridicarea la putere, se efectuează scăderea. De exemplu: 72-52=49-25=24. 

### Înmulțirea
În cazul înmulțirii a două numere scrise sub formă de puteri cu aceași bază, trebuie să adunăm exponenții. De exemplu 23·24=27. Dacă nu e aceeași bază, trebuie să fie aduse puterile la aceeași bază. De exemplu dacă 417·825. Se poate observa că și baza 4 dar și baza 8 se încadrează în puterile lui 2. Deci calculul va fi egal cu: (22)17 · (23)25. Prima dată înmulțim exponentul din paranteză cu cel din afara parantezei. 17·2=34 și 25·3=75. Deci 417·825=234·275. Calcului este egal cu 2109. 
Dacă nu este posibil aducerea la aceeași bază se procedează ca și la adunare, calculând puterile urmând a înmulți rezultatele obținute. De exemplu: 23 32 = 8 x 9 =72.

### Împărțirea
În cazul împărțirii de puteri în aceeași bază, pur și simplu se scad exponenții. 72 : 71 = 71 = 7 . În cazul împărțirii cu baze diferite, se acționează la fel ca la înmulțire.

## Proprietăți
1. 1n=1, oricare ar fi n∈R
2. 0n=0, oricare ar fi n∈R*
3. n0=1, oricare ar fi n∈R*
4. 00 este nedefinit
5. nx • ny=nx+y
6. nx : ny=nx-y